# 多洛米蒂航空
多洛米蒂航空（義大利語：Air Dolomiti S.p.A. Linee Aeree Regionali Europee）是一間支線航空公司。總站位於意大利維羅納，為漢莎區域航空的子公司，由德國漢莎航空第二樞紐機場慕尼黑機場連接意大利13個航點，還有一些德國和意大利的國內航線。航空公司的基地是在慕尼黑機場。 
多洛米蒂航空有17個目的地，14個在意大利，另外3個分別是法蘭克福、慕尼黑和維也納。而在15條航線中，12條是往慕尼黑。這12條航線是佔航空公司大多數的客量
這間航空公司的名稱是取自阿爾卑斯山的多洛米蒂山脈。

## 歷史
多洛米蒂航空在1989年1月由Leali鋼鐵集團成立。在1991年1月開始支線航空服務，開始第一條航線由第里雅斯特至熱那亞。在1992年，開設了國際航線：維羅納至慕尼黑。經過數年的合作，德國漢莎航空擁在26%股份，在1999年1月升至52%，在2003年4月，便成為德國漢莎航空全資的屬下航空公司。那時，航空公司便成為漢莎區域航空的成員。漢莎區域航空的成員便共有五個（直至現在），包括多洛米蒂航空、奧格斯堡航空、康塔克特航空、歐洲之翼和漢莎城際航空。
在2007年3月，多洛米蒂航空共有552名員工。雖然多洛米蒂航空是德國漢莎航空的一部分，可是飛機塗裝、航空公司圖示也是照原來的風格。
當航空公司的行政辦公室在Ronchi dei Legionari時，航空公司的註冊辦事處是在維拉弗蘭卡維羅納Dossobuono
德國漢莎航空在2011年1月26日宣布，多洛米蒂航空行政總裁邁克爾克勞斯，會在2011年3月28日成為意大利漢莎航空的行政總裁，成為德國漢莎航空在意大利分部的行政總裁。

## 目的地

### 班號共用
多洛米蒂航空已經與下列航空公司簽訂了班號共用：
- 中國國際航空 (CA)
- 漢莎航空 (LH)
- 全日空 (NH)
- 聯合航空 (UA)

## 機隊
所有多洛米蒂航空的飞机都以意大利歌劇命名，作為對維羅納和古蹟維羅納圓形競技場的致敬。截至2024年3月，多洛米蒂航空有以下飛機：
截至2024年6月，多洛米蒂航空的平均機齡為13.9年。

## 意外與事故
- 在1999年11月7日，多洛米蒂航空2708號班機是一架福克 100，由卑鷹航空濕租回來（機身編號：I-ALPL），載有44人由威尼斯－泰塞拉機場飛往巴塞隆拿機場。在目的地進場途中，發現飛機的主起落架失靈，不能降下。最後都安全地降落[10]。
- 在2008年8月24日，多洛米蒂航空的一架ATR 72型飛機（機身編號：I-ADLM），執行一班LH3990航班由德國慕尼黑飛往意大利博洛尼亞，在機師發現煙霧報警器警起後放棄起飛。而航空公司該為這只是一次輕度事故。可是在2日後，由bystander拍攝的錄像在電視和網上傳播。這段錄像顯示了大約60名乘客逃離飛機，之後消防部門工作人員在撲滅火焰[11]。

## 圖像

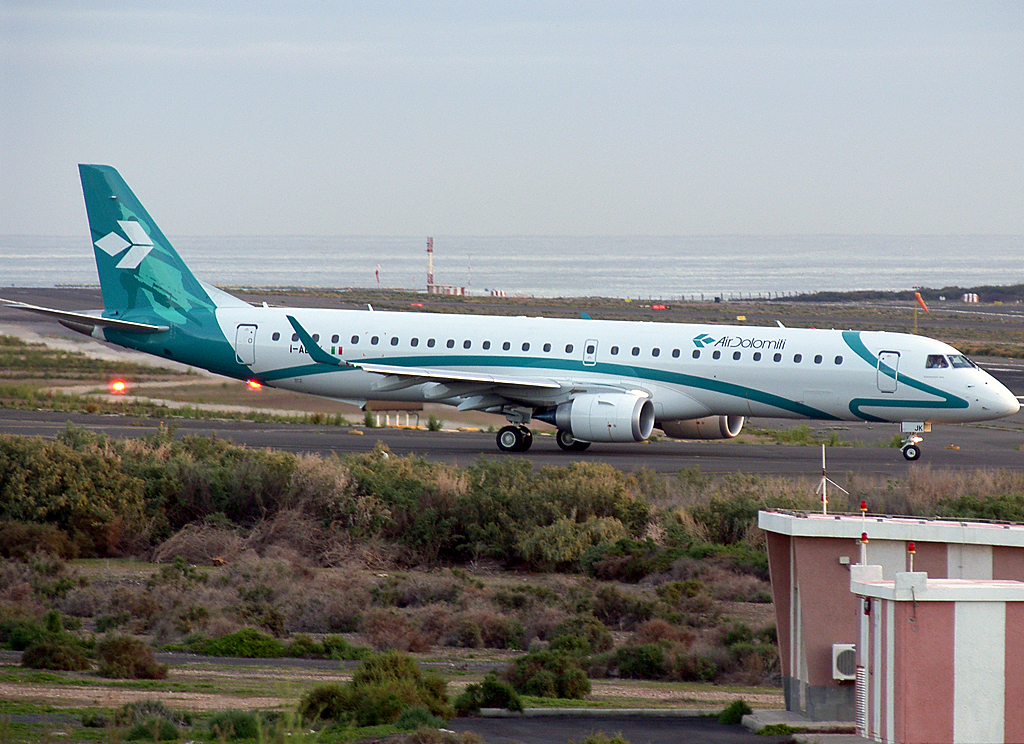
多洛米蒂航空的巴西航空工業 E-195型飛機（機身編號：I-ADJK）於大加那利機場（2009年2月1日）
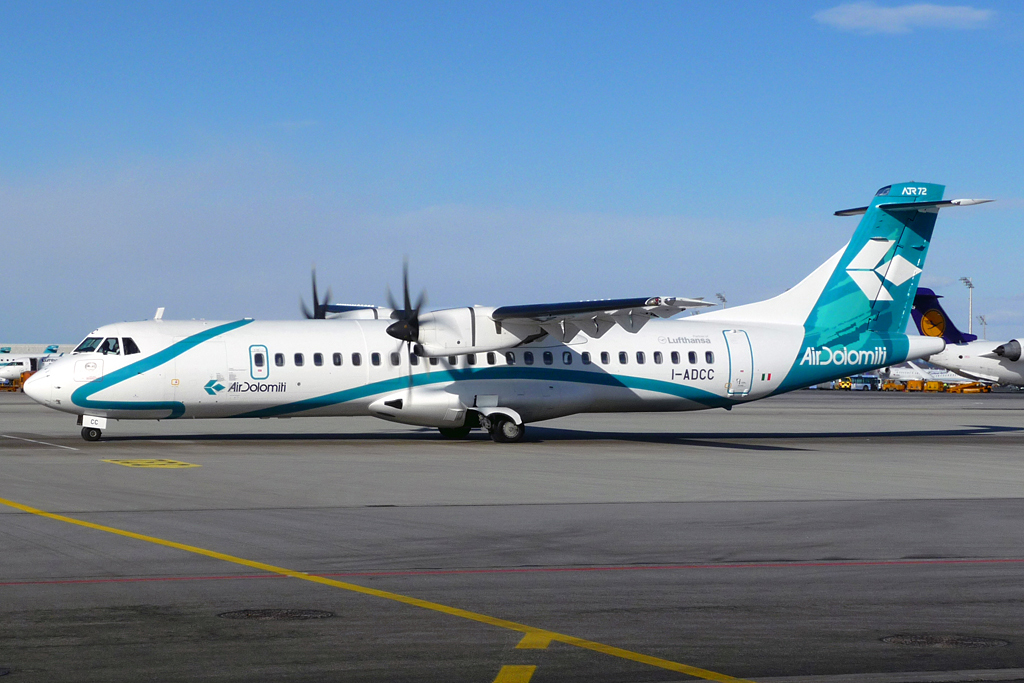
多洛米蒂航空的ATR 72型飛機在慕尼黑
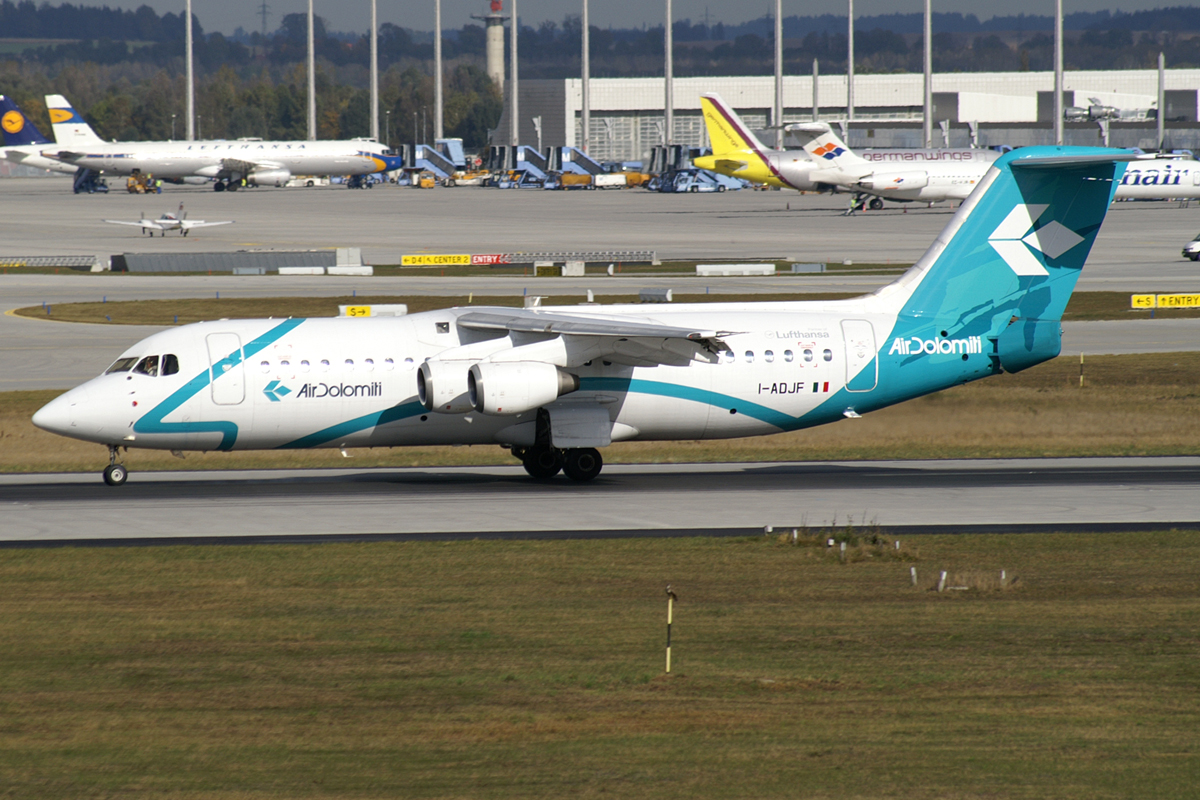
多洛米蒂航空的BAe 146（已退役）

## 外部連結
- 多洛米蒂航空官方網站（英文）（德文）（意大利文）
- 多洛米蒂航空機隊